# Stibadium

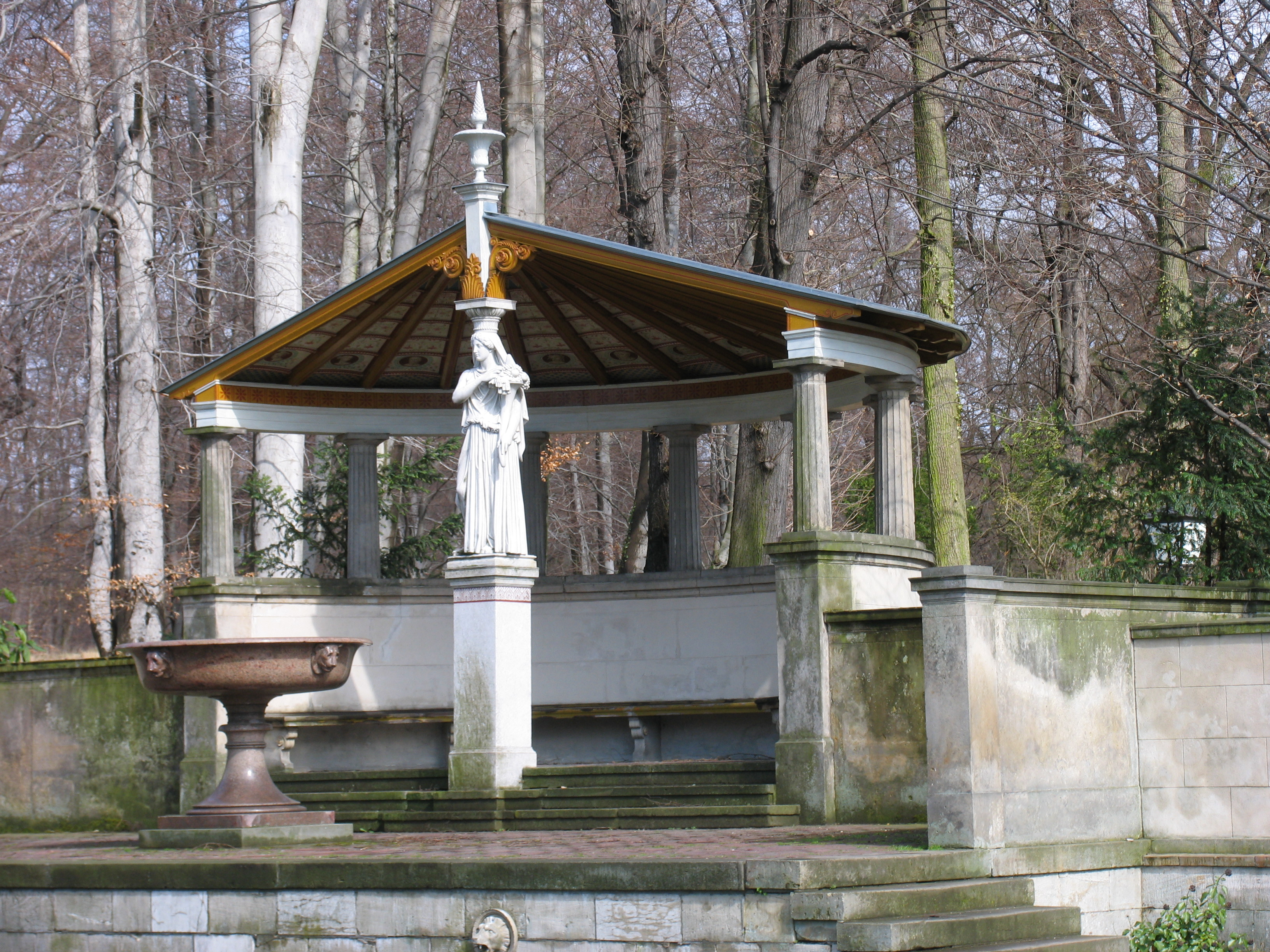
Egy berlini stibadium

A stibadium a római díszkertekben kialakított, oszlopokból álló pihenő, amely egyben szőlőlugasként is szolgált, esetleg forrásházként. Az i. e. 1. századtól terjedt el a római építészetben, s egészen az 5. századig a római villák kedvelt kiegészítőjének számított. A középkorban szinte egyáltalán nem építettek stibadiumokat, csak a 17. század – 18. században lett ismét népszerű. Ma a stibadiumot közkeletű néven zenepavilonnak is hívják.